# 高橋茉奈
高橋 茉奈（たかはし まな、1992年12月4日 - ）は、フリーアナウンサー・ラジオパーソナリティ・ラジオDJ。北海道札幌市厚別区出身。ホリプロアナウンス室所属。

## 人物・来歴
立命館慶祥高等学校、法政大学経営学部市場経営学科卒業。
2015年4月、静岡エフエム放送（K-mix）にアナウンサーとして入社。
趣味はギター、歌うこと、ネットショッピング、フェレット育成。
かつて「ペニ」という名前のフェレットを飼っており、高橋が出演するラジオ番組のリスナーからは「フェレ蔵」の愛称で親しまれていた。現在は「グラ」という名前のフェレットを飼っており、シンガーソングライターの関取花が命名した「ポン太」の愛称で親しまれている。
『K-mix みんなの19HR!』では入社1年目から帯番組を担当。
『K-mix FOOO NIGHT ピンソバ』担当後はそのキャラクター性に注目が集まり、放送批評懇談会発行の雑誌から「底抜けの明るさ」と評されたほか、自身も「笑ったり泣いたり、叫んだり愚痴を言ったりしてますから、情緒が安定しないように聞こえるかもしれません」と自己分析している。
2019年3月をもってK-mixを退社し、4月よりフリーとなる。10月よりホリプロ所属。
2020年4月2日、高橋茉奈・高木マーガレット・くまきもえの3人で gdgd3m の活動開始。
2021年11月22日、一般男性との結婚を発表。

## 現在の担当番組
2023年10月現在
- OH! HAPPY MORNING（JFN系列、水・木曜パーソナリティ、2019年4月 - ）
- Kiss & Ride（FMヨコハマ、月・火曜パーソナリティ、2021年4月 - ）

## 過去の担当番組

### K-mixアナウンサーとして
- K-mix Traffic & Weather Information （水・日曜担当、2016年）
- K-mix みんなの19HR! （2015年 - 2017年）
- にっぽん武道館のいっぽん!（2015年 - 2017年）
- スマホ女子的エンジョイライフ（2015年）[12]
- 茉奈のwonder cruise in LAGUNA（2015年）
- K-mix FOOO NIGHT ピンソバ（2017年 - 2019年）
  - 2021年3月31日、同番組の最終回に電話出演。
- 宮城聰の頭のなか（番組冒頭のナレーション、2017年 - 2019年）

### フリーアナウンサーとして
- ラジオ新大陸（ニッポン放送、2019年10月）
- 天野ひろゆき ルート930（ニッポン放送、2020年2月度アシスタントおよび同年3月21日アシスタント）
- Tresen friday（FMヨコハマ、2020年1月 - 2021年3月）
  - Herbie's radio（「Tresen friday」内包番組／アシスタント、2019年12月20日 - 2020年12月25日）[13]
- いい伊豆みつけた（伊豆急ケーブルネットワーク） - リポーター
  - リゾート伊豆で見つけた♥楽しみ色々（2020年12月第一週）[14]
  - 大見の郷・中伊豆で自然の恵みを満喫！ワクワク旅（2021年2月第四週）[15]
- 望月智之 イノベーターズ・クロス （ニッポン放送、アシスタント、2020年3月 - ）
- Golden Time Age CLUB [16]（InterFM、アシスタント、2021年7月 - ）

## 歌手活動
高橋と『K-mix FOOO NIGHT ピンソバ』でパーソナリティを務めたバカボン鬼塚、ディレクターの村上雄信を加え、3人で「OMM」（「Oniduka, Murakami, Mana」のイニシャル、読みは「オム」）としても活動しており、高橋が作詞・作曲したオリジナル曲が存在する。